# Condado de Price
El condado de Price (en inglés: Price County), fundado en 1836, es uno de 72 condados del estado estadounidense de Wisconsin. En el año 2000, el condado tenía una población de 15,822 habitantes y una densidad poblacional de 5 personas por km². La sede del condado es Phillips. El condado recibe su nombre en honor a William T. Price.

## Geografía
Según la Oficina del Censo, el condado tiene un área total de 3,311 km², de la cual 3,244 km² es tierra y 67 km² (2.02%) es agua.

### Condados adyacentes
- Condado de Ashland (noroeste)
- Condado de Iron (noreste)
- Condado de Vilas (noreste)
- Condado de Oneida (este)
- Condado de Lincoln (sureste)
- Condado de Taylor (sur)
- Condado de Rusk (oeste)
- Condado de Sawyer (oeste)

## Demografía
En el censo de 2000, había 15,822 personas, 6,564 hogares y 4,417 familias residiendo en el condado. La densidad poblacional era de 5 personas por km². En el 2000 había 9,574 unidades habitacionales en una densidad de 3 por km². La demografía del condado era de 98.22% blancos, 0.10% afroamericanos, 0.60% amerindios, 0.30% asiáticos, 0,03% isleños del Pacífico, 0.15% de otras razas y 0.60% de dos o más razas. 0.73% de la población era de origen hispano o latino de cualquier raza.

## Localidades

### Ciudades, pueblos y villas
- Catawba (pueblo)
- Catawba
- Eisenstein
- Elk
- Emery
- Fifield
- Flambeau
- Georgetown
- Hackett
- Harmony
- Hill
- Kennan (pueblo)
- Kennan
- Knox
- Lake
- Ogema
- Park Falls
- Phillips
- Prentice (pueblo)
- Prentice
- Spirit
- Worcester

### Áreas no incorporadas
- Brantwood